# Lhota u Příbramě
Lhota u Příbramě là một làng thuộc huyện Příbram, vùng Středočeský, Cộng hòa Séc.